# Métro léger de Francfort-sur-le-Main

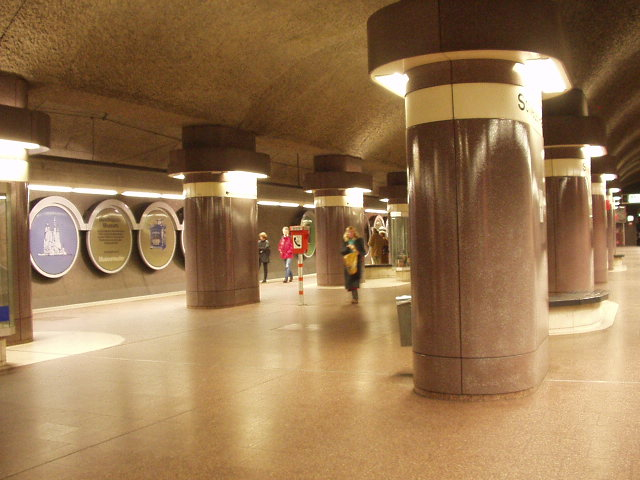
La station de métroSchweizer Platz, ouverte en 1984

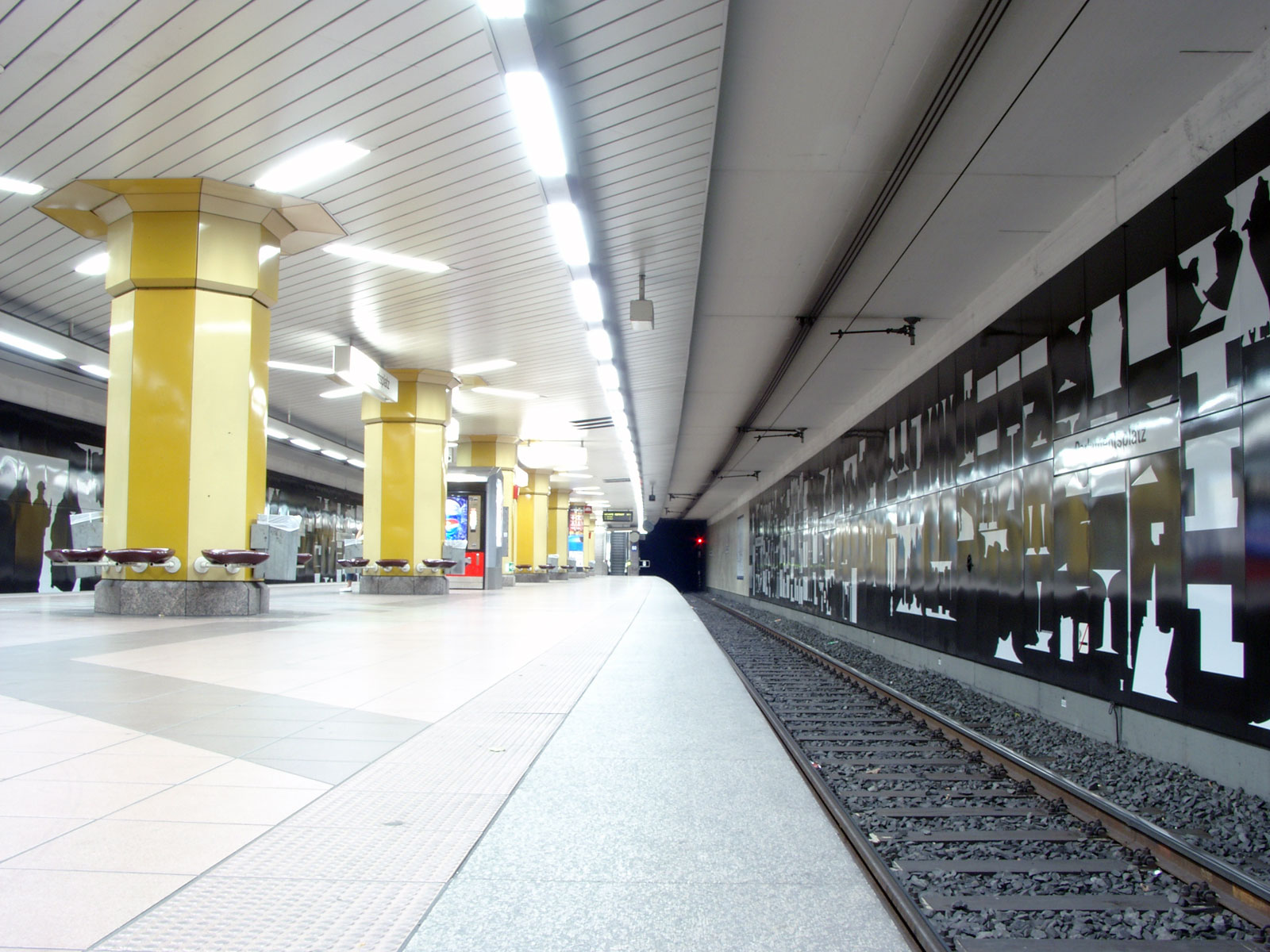
Station Parlamentsplatz ouverte en 1992

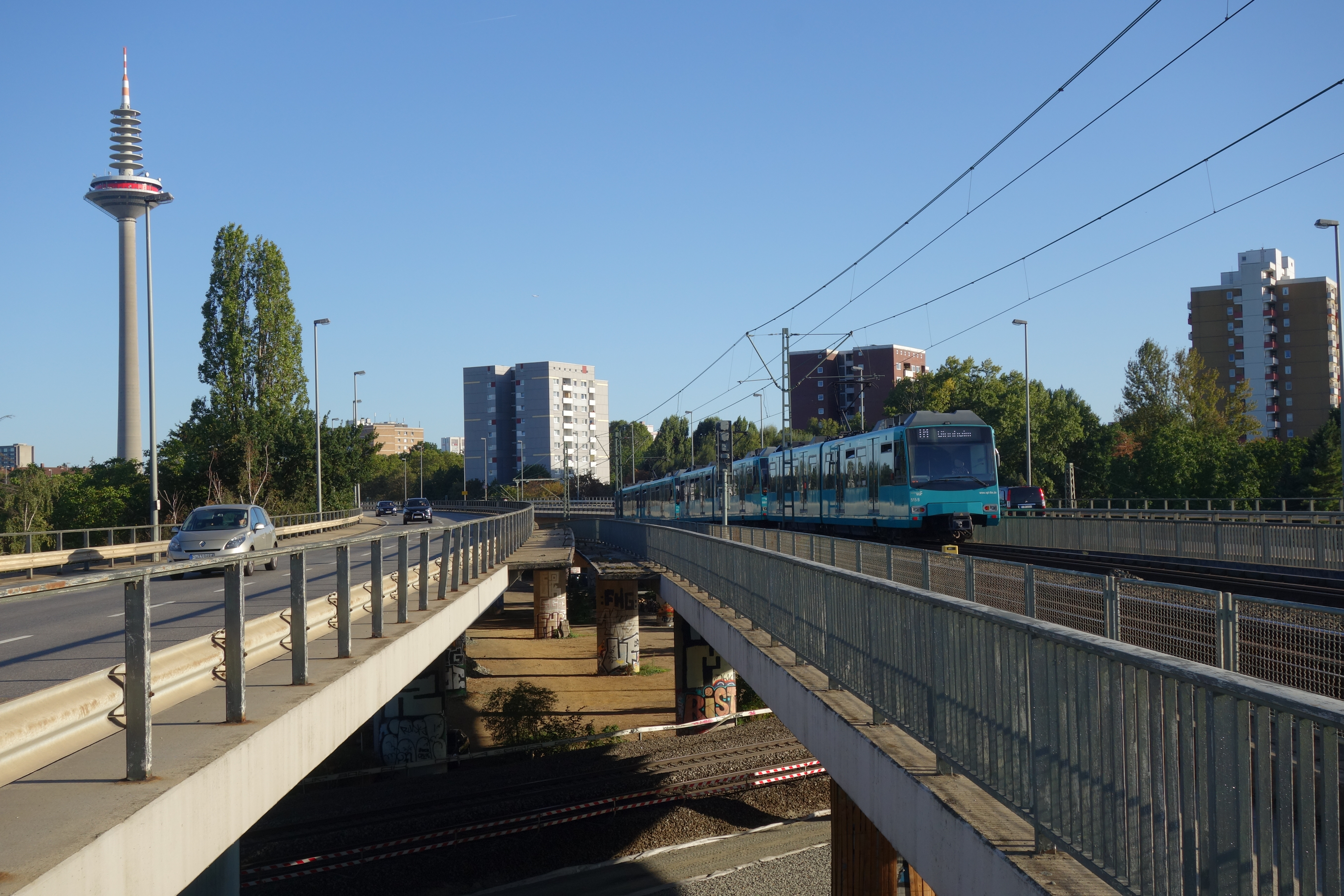
Route surélevée pour autoroute et métro à Rosa-Luxemburg-Straße, face à Ginnheim; tour Europaturm à gauche

Le  métro de Francfort-sur-le-Main (en allemand : U-Bahn Frankfurt ou Frankfurter U-Bahn, officiellement: Stadtbahn Frankfurt) est un des grands moyens de transport de la ville avec la S-Bahn Rhin-Main et le tramway. Il était le troisième métro en Allemagne (après Berlin et Hambourg), et fut ouvert le 4 octobre 1968. Le métro de Francfort n'est pas un métro réel, mais plutôt une Stadtbahn (métro léger) comme dans la plupart des cités allemandes, c'est-à-dire une combinaison du métro (dans le centre) et de tram (en banlieue).
Une partie importante du réseau du métro est construite selon les standards du tramway avec, en surface, des intersections à niveau. D'autres sections sont de vraies lignes de métro souterrain. Le réseau de métro est constitué aujourd'hui de 9 lignes dans les quartiers périphériques qui se réunissent en 3 lignes dans le centre-ville. Il comporte 27 stations souterraines et 60 stations en surface. En 2013, ce sont près de 117 millions de passagers qui ont été transportés sur ce réseau long de 65 km. Les dernières lignes, U8 et U9, ont été mises en service le 12 décembre 2010 et viennent desservir le campus de l'université et le quartier nouveau de Riedberg. La ligne U9 est la première ligne du réseau à ne pas desservir le centre-ville de Francfort.
Comme le réseau de tramway, le métro est exploité par la Verkehrsgesellschaft Frankfurt (VGF), une entreprise dépendante de la municipalité de Francfort, dans le cadre d'une gestion directe (« in house ») telle qu'elle est prévue par le cadre législatif européen. Le contrat d'exploitation porte sur 20 ans à compter du 1er janvier 2011. La VGF est également propriétaire des infrastructures, du matériel roulant et des stations.

## Le réseau
Il est constitué de 9 lignes réunies en  3 tronçons communs.
| Numéro | Trajet |
| Ligne A | Ligne A |
| --- | --- |
| Tronçon commun A: Heddernheim – Eschersheim – Eschersheimer Landstraße – Eschenheimer Tor – Hauptwache (C, S) – Willy-Brandt-Platz (B) – Südbahnhof (S)          | |
| U1 | Ginnheim — Südbahnhof Ginnheim – Römerstadt – Nordwestzentrum – Tronçon commun A |
| U2 | Gonzenheim — Südbahnhof Gonzenheim – Ober-Eschbach – limite de la ville – Nieder-Eschbach – Bonames – Tronçon commun A                                                                                         |
| U3 | Hohemark — Südbahnhof Hohemark – Oberursel (S) – limite de la ville – Niederursel – Tronçon commun A |
| U8 | ( Nieder-Eschbach )Riedberg — Südbahnhof Riedberg — Niederursel - Tronçon commun A |
| U9 | Ginnheim — Nieder-Eschbach Ginnheim – Nordwestzentrum - Riedberg - Nieder-Eschbach |
| Ligne B | |
| Tronçon commun B: Konstablerwache (C, S) – Dom/Römer – Willy-Brandt-Platz (A) – Hauptbahnhof (S)                                                                 | |
| U4 | Enkheim - Seckbacher Landstraße — Bockenheimer Warte Enkheim - Hessen-Center - Riederwald - Seckbacher Landstraße – Bornheim-Mitte – Tronçon commun B -Hauptbahnhof - Festhalle/Messe – Bockenheimer Warte (C) |
| U5 | Preungesheim — Hauptbahnhof Preungesheim – Eckenheim – Hauptfriedhof – Eckenheimer Landstraße – Tronçon commun B                                                                                               |
| Ligne C | |
| Tronçon commun C: Industriehof – Kirchplatz – Leipziger Straße – Bockenheimer Warte (B) – Westend – Alte Oper – Hauptwache (A, S) – Konstablerwache (B, S) – Zoo | |
| U6 | Hausen — Ostbahnhof Hausen – Ludwig-Landmann-Straße – Tronçon commun C – Ostbahnhof |
| U7 | Heerstraße – Tronçon commun C – Eissporthalle – Riederwald/Seckbach – Borsigallee – Hessen-Center – Enkheim |
| (A): Correspondance avec une autre ligne ou avec le RER (S-Bahn) en italique: Trajet le long de cette rue sans gare à son nom.                                   | |

## Les rames

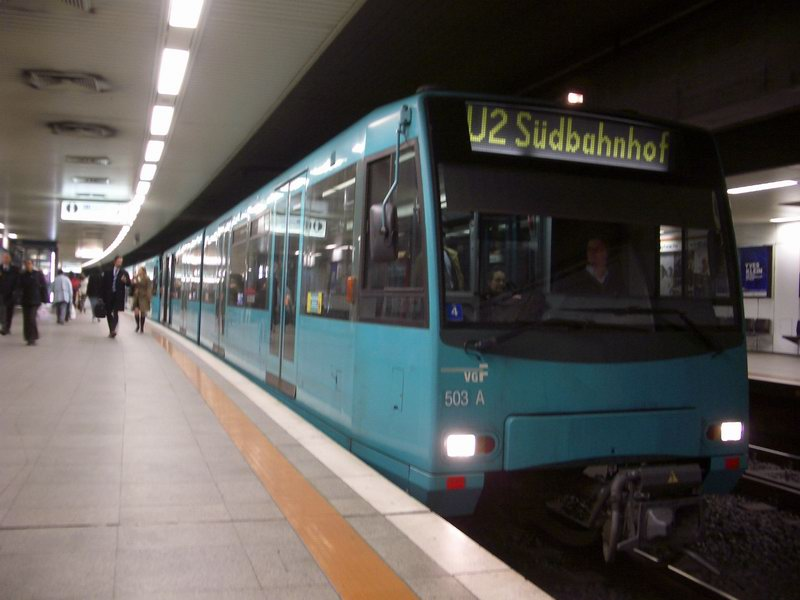
Rame de la série U4

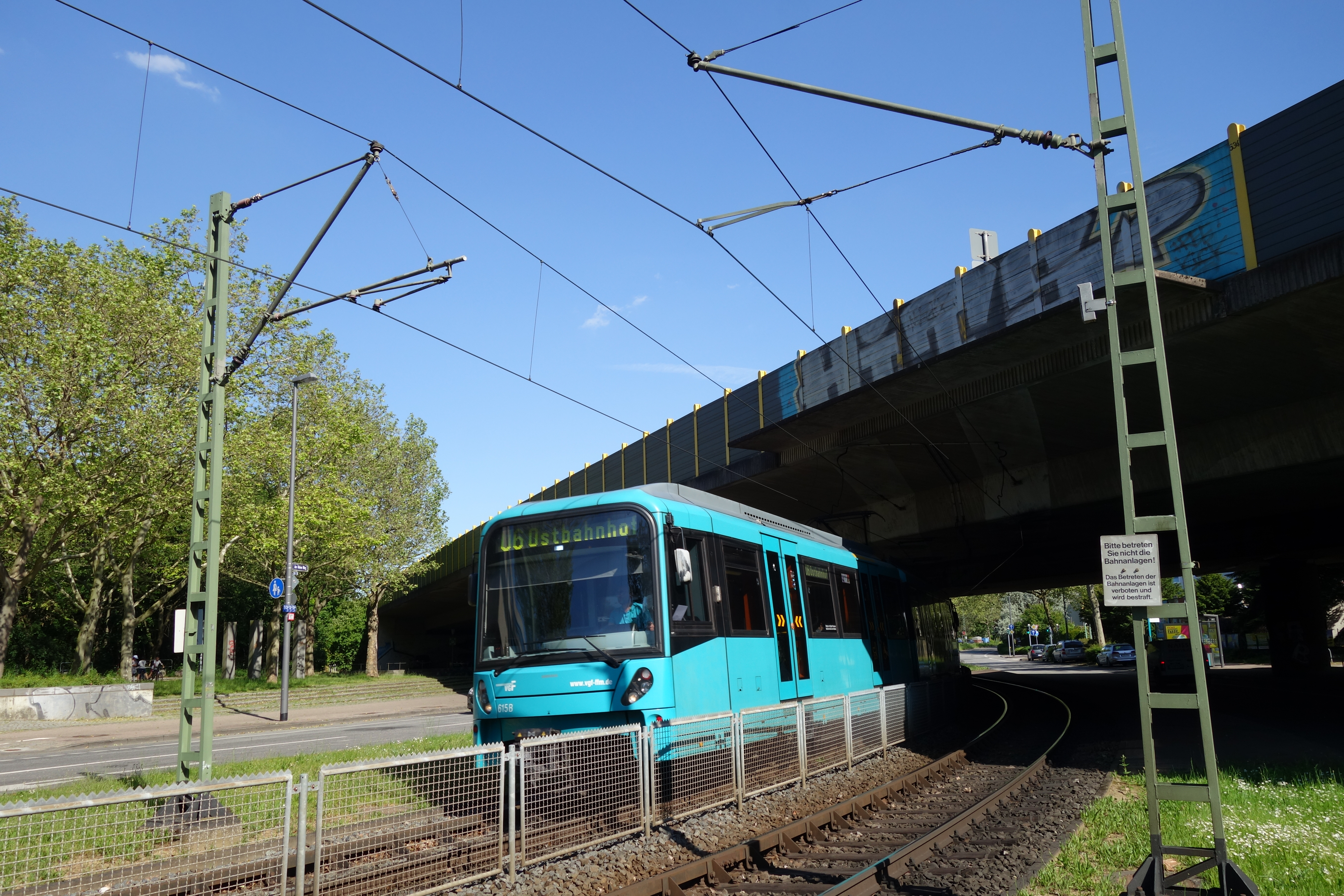
Rame de la série U5 sous la Bundesautobahn 66 en Hausen.

Quatre séries de rames toutes monocaisses (U4, U5) ont circulé sur le réseau de métro. Par ailleurs, des rames de tramway continuent de circuler sur certaines lignes. Les rames U2 sont du modèle Siemens-Duewag U2 qui ne circule plus, aussi utilisées en Amérique du Nord sur le C-Train de Calgary (Alberta, Canada), sur l'Edmonton Light Rail Transit d'Edmonton (Alberta, Canada), et sur le tramway de San Diego, en Californie, aux États-Unis.
La tension utilisée est de 600 volts et l'alimentation se fait par caténaires. Les voitures font 2,65 mètres de large, les tramways seulement 2,35 mètres. Les rames sont équipées d'une cabine de conduite aux deux extrémités. Elles ne peuvent être accouplées qu'avec des rames de même série (jusqu'à 4 voitures) ; le système d'accouplement est de type Scharfenberg et l'accouplement peut se faire en cours de service, ce qui est réalisé quotidiennement.
Il n'existe que 2 rames de type U1 : l'une a été radiée, l'autre est au musée. Les 104 rames de type U2, qui ont disparu. Les rames de type U3 (27 rames) ne circulent plus. Les rames Ptb (60 rames) circulaient sur les lignes U5 et U6. Elles ont été remplacées par les rames du type U5. Les rames type U4  circulent sur les lignes U1, U2, U3, U8 et U9. Les rames type U5 circulent sur toutes les lignes.